# Tiếng Māori
Tiếng Māori hay Maori (/ˈmaʊəri/)  (phát âm tiếng Māori: [ˈmaːɔɾi] ngheⓘ)  là một ngôn ngữ Đông Polynesia được nói bởi người Māori, tộc người bản địa của New Zealand. Từ năm 1987, nó đã trở thành một trong các ngôn ngữ chính thức của New Zealand. Ngôn ngữ này liên quan chặt chẽ với tiếng Māori quần đảo Cook, Tuamotu, và Tahiti.
Theo một khảo sát năm 2001 về tình trạng của tiếng Māori, số lượng người trưởng thành nói thông thạo tiếng Māori vào khoảng 9% dân số Māori, tức 30.000 người. Điều tra dân số năm 2006 cho thấy rằng 4% dân số New Zealand, tương đương 23,7% dân số Māori có thể đối thoại về những việc hằng ngày bằng tiếng Māori.

## Tên
Tên ngôn ngữ là một từ nội danh (endonym), đánh vần chính xác là "Māori". Tại New Zealand, tiếng Māori thường được gọi là Te Reo [tɛ ˈɾɛ.ɔ] "ngôn ngữ", rút ngắn từ te reo Māori.
Các viết "Maori" (thiếu macron) được xem là chuẩn trong tiếng Anh ngoài New Zealand cả về tổng thể và về mặt ngôn ngữ. Cách viết "Māori" (với macron) đã trở nên phổ biến hơn trong tiếng Anh New Zealand những năm gần đây, đặc biệt trong các chủ đề liên quan đến văn hóa Māori, dù cách viết kia vẫn dễ bắt gặp trong truyền thông đại chúng hay hoạt động chính phủ.
Các phát âm tiếng Anh từ "Māori" khác biệt theo từ điển, trong đó /ˈmaʊəri/ hiện thường được dùng nhất, /mɑːˈɒri/, /ˈmɔːri/, và /ˈmɑːri/ cũng hiện diện. Các phát âm /meɪˈɔːri/ xuất hiện trong lời nói hằng ngày, nhất là ở Hoa Kỳ, nhưng bị xem là sai.

## Tình trạng
New Zealand có ba ngôn ngữ chính thức – tiếng Anh, tiếng Māori và ngôn ngữ ký hiệu New Zealand. Tiếng Māori đạt được địa vị này nhờ Đạo luật Tiếng Māori 1987. Đa phần cơ quan chính phủ có tên song ngữ, và những nơi như trụ sở chính phủ địa hay thư viện công cộng có biển hiệu song ngữ. Bưu chính New Zealand công nhận những địa điểm tên Māori trên địa chỉ bưu phẩm. Nhiều khi New Zealand được gọi bằng tên Māori "Aotearoa", nghĩa là 'đám mây trắng dài', dù tên này ban đầu chỉ dành cho đảo Bắc.

## Phân loại

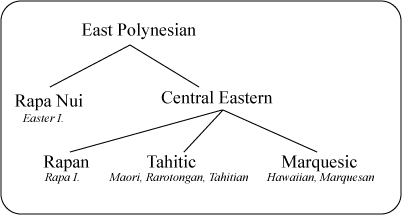
Những nhánh chính của nhóm Đông Polynesia.

Những nhà ngôn ngữ học phân loại tiếng Māori như một ngôn ngữ Polynesia; chính xác hơn là một ngôn ngữ Đông Polynesia thuộc phân nhóm Tahiti (ngoài tiếng Māori còn có tiếng Māori quần đảo Cook, sử dụng tại miền nam quần đảo Cook, và tiếng Tahiti, sử dụng tại Tahiti và quần đảo Société). Một số ngôn ngữ Đông Polynesia khác là tiếng Hawaii, tiếng Marquesan (hai ngôn ngữ của phân nhóm Marquesan), và tiếng Rapa Nui của đảo Phục Sinh. Dù tất cả ngôn ngữ kể trên đều khác biệt nhau, chúng vẫn đủ giống nhau để Tupaia, một người Tahiti đi cùng Thuyền trưởng James Cook từ 1769–1770, giao tiếp hiệu quả với người Māori. Người Māori hiện đại ghi nhận rằng họ thấy những ngôn ngữ tại quần đảo Cook dễ hiểu và dễ dàng trong giao tiếp nhất. 

## Phân bố địa lý

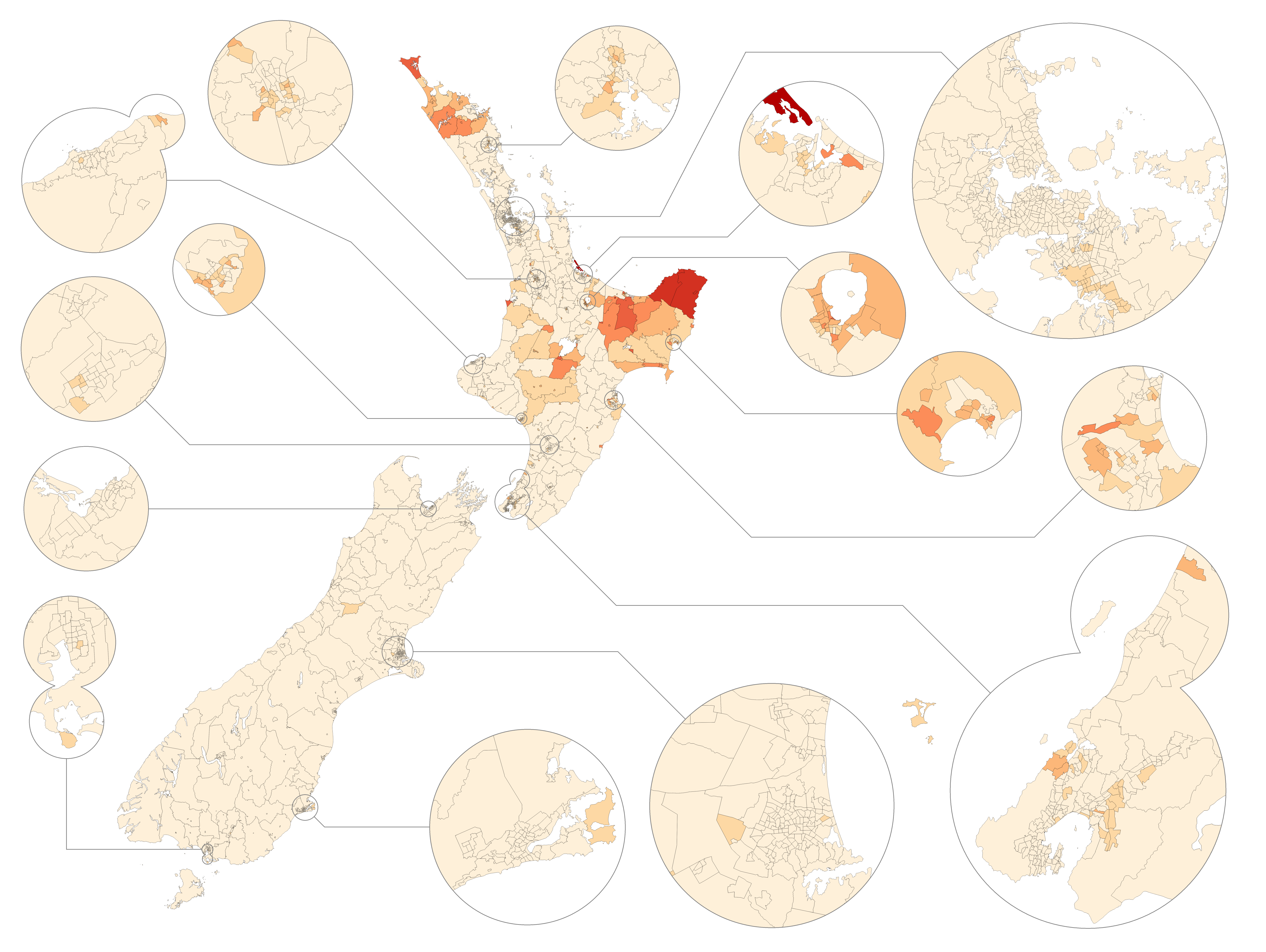
Lượng người nói Māori theo điều tra dân số 2013.
<5%
5–10%
10–20%
20–30%
30–40%
40–50%
>50%

Gần như tất cả người nói là người Māori định cư tại New Zealand. Ước tính lượng người nói không nhất quán: điều tra 1996 ghi nhận 160.000 người, trong khi một ước tính khác của Ủy ban Tiếng Māori chỉ ghi nhận 10.000 người trưởng thành nói thành thạo (1995). Theo điều tra 2006, 131.613 người Māori (23.7%) "tối thiểu có thể đối thoại về những việc hằng ngày bằng te reo Māori". Lượng người này tương đương 4,2% dân số New Zealand.
Năng lực ngôn ngữ của người tự nhận biết nói Māori biến thiên từ tối thiểu đến hoàn thiện. Các thống kê không xác định được năng lực ngôn ngữ của người nói. Chỉ một lượng nhỏ người nói dùng tiếng Māori như ngôn ngữ chính tại nhà. Phần còn lại chỉ dùng vài từ hay câu (song ngữ thụ động).
Đây vẫn là ngôn ngữ giao tiếp ở một số điểm dân cư đông người Māori tại Northland, Urewera và East Cape.
Tỉ lệ người nói Māori trong cộng đồng Māori ngoại quốc thấp hơn nhiều tại New Zealand. Tài liệu thống kê của Úc cho thấy tiếng Māori là ngôn ngữ tại gia của 5.504 người (2001), hay 7,5% cộng đồng người Māori tại Úc. Tuy nhiên, con số này đã tăng lên đến 32,5% nếu so với năm 1996.

## Phép chính tả
Bảng chữ cái Māori hiện đại có 20 ký tự, hai trong số đó là phụ âm kép: A Ā E Ē H I Ī K M N O Ō P R T U Ū W NG và WH. Những nỗ lực tìm cách viết tiếng Māori bằng bảng chữ cái Latinh đã bắt đầu từ khi thuyền trưởng James Cook và những người khai phá đến New Zealand. Việc ký âm phụ âm đã gây ra không ít khó khăn. Anne Salmond đã ghi nhận những cách viết cũ, gồm aghee thay vì aki (1773, từ Bờ Đông Đảo Bắc, p. 98), Toogee và E tanga roak thay vì Tuki và Tangaroa (1793, Northland, p216), Kokramea, Kakramea thay vì Kakaramea (1801, Hauraki, p261), toges cho toki(s), Wannugu cho Uenuku và gumera cho kumara (1801, Hauraki, p261, p266, p269), Weygate cho Waikato (1801, Hauraki, p277), Bunga Bunga cho pungapunga, tubua cho tupua và gure cho kurī (1801, Hauraki, p279), cũng như Tabooha cho Te Puhi (1823, Northern Northland, p385).
Từ 1814, các nhà truyền giáo đã cố xác định rõ ngữ âm của ngôn ngữ này. Thomas Kendall phát hành một quyển sách năm 1815, tựa A korao no New Zealand, mà trong chính tả hiện đại phải là He Kōrero nō Aotearoa. Giáo sư Samuel Lee, đã cùng tộc trưởng Hongi Hika và Waikato (một họ hàng của Hongi) lập phép chính tả xác định dựa trên phương ngữ miền Bắc năm 1820. Phép chính tả của Lee hiện tiếp tục được dùng, với chỉ hai thay đổi lớn: thêm wh để phân biệt âm vị xát đôi môi vô thanh với âm vị môi-vòm mềm /w/; và việc sử dụng dấu macron đối với mọi nguyên âm dài. Dấu macron được chấp nhận để thể hiện nguyên âm dài (hāngi), nhưng nguyên âm đôi cũng được dùng (haangi).

### Nguyên âm dài
Những ví dụ dưới cho thấy sự thay đổi độ dài nguyên âm có thể làm biến đổi nghĩa của từ trong tiếng Māori:
- ata 'buổi sáng', āta 'một cách cẩn thận'
- mana 'uy tín', māna 'cho anh/cô ta'
- manu 'chim', mānu 'thả trôi'
- tatari 'đợi cho', tātari 'lọc hay phân tích'
- wahine 'người phụ nữ', wāhine 'những người phụ nữ'